# Arnold van Wyk
Arnoldus Christiaan Vlok van Wyk (* 26. April 1916 in
Calvinia, Kapprovinz, Südafrikanische Union; † 27. März 1983) war ein südafrikanischer Komponist.

## Leben
Er wurde als Sohn von Arnoldus Christiaan Vlok van Wyk und dessen Ehefrau Helena van Dyk auf der Farm Klavervlei, Calvinia, Kapprovinz in Südafrika geboren. Das Paar hatte acht Kinder, Arnold war das sechste. Die Kindheit war schwierig, die Eltern, die eine Landwirtschaft betrieben, hatten früh finanzielle Probleme, der Vater schlug seine Frau und die Kinder. Seitens der Mutter gab es künstlerisches Talent in der Familie. Einer ihrer Vorfahren war der Hofmaler Anthonis van Dyck, die Mutter selbst und eine Schwester zeigten musikalisches Talent.

### Musikalische Ausbildung
Als Kind erhielt van Wyk privaten Klavierunterricht bei seiner „Lieblingsschwester“ Minnie. Mit 16 Jahren wurde er auf das Internat Stellenbosch Boys’ High School in Stellenbosch geschickt. Der Cellist Hans Endler unterrichtete ihn am Klavier. Die Hoffnung auf ein Klavierstipendium im Ausland scheiterte, so dass er eine Stelle in Kapstadt in der Schadenabteilung einer Versicherungsgesellschaft annahm. Er hatte allerdings die Gelegenheit, bei einem Konzert mit Werken unbekannter südafrikanischer Komponisten aufzutreten.

### Studium in London
1938 begann er ein Studium an der Universität Stellenbosch, das er unterbrach, um als Stipendiat an der Royal Academy of Music in London zu studieren, was er bis 1944 fortsetzen konnte. Während dieser Zeit erhielt er zahlreiche Preise, darunter 1941 die Worshipful Company of Musicians Medal.
Um sein Einkommen aufzubessern, nahm er eine Stelle bei der Afrikaanssektion der BBC an, wo er als Ansager, Übersetzer, Programmgestalter und Nachrichtensprecher arbeitete. Seine Kompositionen wurden mehrfach aufgeführt, darunter ein Violinkonzert unter der Leitung von Sir Henry Wood, der auch weitere Werke van Wyks dirigierte.

### Rückkehr nach Südafrika
1946 kehrte er nach Südafrika zurück. Als nun freiberuflicher Komponist und Musiker unternahm er mehrere Tourneen mit Klavierkonzerten durch Südafrika. Er zählte neben Hubert du Plessis und Stefans Grové zur ersten namhaften Generation südafrikanischer Kunstmusikkomponisten. Van Wyk war homosexuell, was unter dem Apartheidsregime streng bestraft wurde, aber sein musikalisches Schaffen, das ihn durch international anerkannte höchste Qualität ebenbürtig neben ausländische Komponisten stellte, entzog ihn der Verfolgung. Darum, welche Rolle er letztlich im System spielte, tobt eine Deutungsschlacht an der Universität Stellenbosch.

## Werke in Auswahl
- Five Elegies für Streichquartett, 1940–41 (Uraufführung 1942 in London)[2]
- Nagmusiek, Interpr.: Benjamin Fourie [Klavier], 1955/58
- Van liefde en verlatenheid (Von Liebe und Verlassenheit / Of love an forsakeness), [Partitur]; voice and piano, London [u. a.]: Boosey, [c 1956]
- Eerste strykkwartet, London [u. a.]: Boosey & Hawkes, c 1955